# Veljko Mašulović
Veljko Mašulović (cyryl. Вељко Машуловић; ur. 2 października 2002 w Niszu) – serbski siatkarz, reprezentant kraju, grający na pozycji przyjmującego i atakującego.
Zaczął grać w siatkówkę jako rozgrywający, następnie na boisku pełnił rolę przyjmującego. Od sezonu 2024/2025 we włoskim klubie Sonepar Padwa zmienił pozycję na atakującego. W wieku 15 lat poszedł na pierwsze treningi siatkówki. Podczas jednego z turnieju finałowego kadetów, zobaczyli go trenerzy Crveny zvezda Belgrad i chcieliby, żeby grał w ich drużynie. Jego o 7 lat starszy brat Nemanja, również jest siatkarzem.

## Sukcesy klubowe
Puchar BVA:
- 2023[5]

## Statystyki

### Rozegrane mecze we włoskiejSuperlega (2024/2025)[6]
| Tabela przedstawia rozegrane mecze w drużynie Sonepar Padwa | Tabela przedstawia rozegrane mecze w drużynie Sonepar Padwa | Tabela przedstawia rozegrane mecze w drużynie Sonepar Padwa | Tabela przedstawia rozegrane mecze w drużynie Sonepar Padwa | Tabela przedstawia rozegrane mecze w drużynie Sonepar Padwa | Tabela przedstawia rozegrane mecze w drużynie Sonepar Padwa | Tabela przedstawia rozegrane mecze w drużynie Sonepar Padwa | Tabela przedstawia rozegrane mecze w drużynie Sonepar Padwa | Tabela przedstawia rozegrane mecze w drużynie Sonepar Padwa |
| Kolejka                                                     | Przeciwnik                                                  | Wynik                                                       | Punkty                                                      | Asy serwisowe                                               | Skuteczne ataki                                             | Punktowe bloki                                              |                                                             |                                                             |
| ----------------------------------------------------------- | ----------------------------------------------------------- | ----------------------------------------------------------- | ----------------------------------------------------------- | ----------------------------------------------------------- | ----------------------------------------------------------- | ----------------------------------------------------------- | ----------------------------------------------------------- | ----------------------------------------------------------- |
| Faza zasadnicza                                             |                                                             |                                                             |                                                             |                                                             |                                                             |                                                             |                                                             |                                                             |
| 1.                                                          | Cucine Lube Civitanova                                      | 1:3                                                         | 12                                                          | 0                                                           | 11                                                          | 1                                                           |                                                             |                                                             |
| 2.                                                          | Sir Susa Vim Perugia                                        | 2:3                                                         | 22                                                          | 2                                                           | 17                                                          | 3                                                           |                                                             |                                                             |
| 3.                                                          | Gioiella Prisma Taranto                                     | 3:1                                                         | 11                                                          | 1                                                           | 10                                                          | 0                                                           |                                                             |                                                             |
| 4.                                                          | Yuasa Battery Grottazzolina                                 | 3:2                                                         | 26                                                          | 1                                                           | 24                                                          | 1                                                           |                                                             |                                                             |
| 5.                                                          | Gas Sales Bluenergy Piacenza                                | 2:3                                                         | 19                                                          | 1                                                           | 16                                                          | 2                                                           |                                                             |                                                             |
| 6.                                                          | Cisterna Volley                                             | 1:3                                                         | 18                                                          | 2                                                           | 14                                                          | 2                                                           |                                                             |                                                             |
| 7.                                                          | Mint Vero Volley Monza                                      | 3:0                                                         | 15                                                          | 4                                                           | 11                                                          | 0                                                           |                                                             |                                                             |
| 8.                                                          | Allianz Milano                                              | 0:3                                                         | 16                                                          | 0                                                           | 13                                                          | 3                                                           |                                                             |                                                             |
| 9.                                                          | Valsa Group Modena                                          | 1:3                                                         | 11                                                          | 0                                                           | 11                                                          | 0                                                           |                                                             |                                                             |
| 10.                                                         | Rana Werona                                                 | 0:3                                                         | 9                                                           | 0                                                           | 7                                                           | 2                                                           |                                                             |                                                             |
| 11.                                                         | Itas Trentino                                               | 1:3                                                         | 18                                                          | 1                                                           | 16                                                          | 1                                                           |                                                             |                                                             |
| 12.                                                         | Cucine Lube Civitanova                                      | 3:2                                                         | 21                                                          | 2                                                           | 17                                                          | 2                                                           |                                                             |                                                             |
| 13.                                                         | Sir Susa Vim Perugia                                        | 1:3                                                         | 9                                                           | 0                                                           | 9                                                           | 0                                                           |                                                             |                                                             |
| 14.                                                         | Gioiella Prisma Taranto                                     | 3:1                                                         | 20                                                          | 1                                                           | 17                                                          | 2                                                           |                                                             |                                                             |
| 15.                                                         | Yuasa Battery Grottazzolina                                 | 1:3                                                         | 11                                                          | 0                                                           | 10                                                          | 1                                                           |                                                             |                                                             |
| 16.                                                         | Gas Sales Bluenergy Piacenza                                | 2:3                                                         | 9                                                           | 3                                                           | 5                                                           | 1                                                           |                                                             |                                                             |
| 17.                                                         | Cisterna Volley                                             | 2:3                                                         | 14                                                          | 1                                                           | 13                                                          | 0                                                           |                                                             |                                                             |
| 18.                                                         | Mint Vero Volley Monza                                      | 1:3                                                         | 23                                                          | 2                                                           | 20                                                          | 1                                                           |                                                             |                                                             |
| 19.                                                         | Allianz Milano                                              | 1:3                                                         | 10                                                          | 0                                                           | 10                                                          | 0                                                           |                                                             |                                                             |
| 20.                                                         | Valsa Group Modena                                          | 3:2                                                         | 8                                                           | 4                                                           | 3                                                           | 1                                                           |                                                             |                                                             |
| 21.                                                         | Rana Werona                                                 | 1:3                                                         | 7                                                           | 0                                                           | 6                                                           | 1                                                           |                                                             |                                                             |
| 22.                                                         | Itas Trentino                                               | 0:3                                                         | 9                                                           | 0                                                           | 8                                                           | 1                                                           |                                                             |                                                             |
| Mecze o 5. miejsce                                          |                                                             |                                                             |                                                             |                                                             |                                                             |                                                             |                                                             |                                                             |
| 1.                                                          | Valsa Group Modena                                          | 1:3                                                         | 1                                                           | 0                                                           | 1                                                           | 0                                                           |                                                             |                                                             |
| 2.                                                          | Yuasa Battery Grottazzolina                                 | 3:0                                                         | 1                                                           | 0                                                           | 1                                                           | 0                                                           |                                                             |                                                             |
| 3.                                                          | Allianz Milano                                              | 0:3                                                         | 1                                                           | 0                                                           | 1                                                           | 0                                                           |                                                             |                                                             |
| 4.                                                          | Cisterna Volley                                             | 2:3                                                         | Nie grał                                                    | Nie grał                                                    | Nie grał                                                    | Nie grał                                                    | Nie grał                                                    |                                                             |
| 5.                                                          | Rana Werona                                                 | 3:0                                                         | Nie grał                                                    | Nie grał                                                    | Nie grał                                                    | Nie grał                                                    | Nie grał                                                    |                                                             |
| Półfinał                                                    | Valsa Group Modena                                          | 2:3                                                         | 5                                                           | 1                                                           | 3                                                           | 1                                                           |                                                             |                                                             |

## Udział siatkarza w międzynarodowych turniejach w reprezentacji Serbii
Mistrzostwa Europy Juniorów:
- 9. miejsce 2020[7]

Mistrzostwa Europy U-22:
- 6. miejsce 2022[8]

Liga Narodów:
- 9. miejsce 2023[9]